# Clupeacharax anchoveoides
Clupeacharax
Genre
Espèce
Statut de conservation UICN

 LC  : Préoccupation mineure
Clupeacharax anchoveoides, unique représentant du genre Clupeacharax, est une espèce de poissons d'eau douce téléostéens de la famille des Characidae (ordre des Characiformes).

## Répartition
Ce poisson se rencontre en Bolivie, au Brésil, en Colombie, en Équateur, au Paraguay et au Pérou.

## Description
Clupeacharax anchoveoides peut mesurer jusqu'à 66 mm, queue non comprise. Mais certaines sources indiquent qu'il peut atteindre 80 mm.

## Classification
Le genre Clupeacharax et l'espèce Clupeacharax anchoveoides ont été décrits en 1924 par l’ichtyologiste américain Nathan Everett Pearson (d) (1895-1982),.

## Étymologie
Le nom générique, Clupeacharax, du latin clupea, « hareng », et du genre Charax, fait référence à la forme générale de ce poisson qui rappelle celle du hareng.
L'épithète spécifique, composé de anchov et du grec ancien εἶδος, eī́dos, « en forme de », reprend la même origine avec, cette fois-ci, une ressemblance avec les anchois.

## Publication originale
- (en) Nathan Everett Pearson, « The fishes of the eastern slope of the Andes. I. The fishes of the Rio Beni basin, Bolivia, collected by the Mulford expedition », Indiana University studies, Inconnu, vol. 11, no 64,‎ décembre 1924, p. 1-83 (ISSN 0884-8203, OCLC 1590547, lire en ligne).